# Svängsta
Svängsta est une localité de la commune de Karlshamn, dans le comté de Blekinge en Suède. Sa population, en 2010, s'élève à 1 682 habitants. La ville est située à environ douze kilomètres au nord-ouest de Karlshamn.